# Nazionalismo greco

Bandiera della Grecia

Il nazionalismo greco (o nazionalismo ellenico) si riferisce al nazionalismo dei greci e alla cultura greca. Come ideologia, il nazionalismo greco è nato e si è evoluto in epoca premoderna. Divenne un importante movimento politico a partire dal XVIII secolo, che culminò nella Guerra d'indipendenza greca (1821-1829) contro l'Impero ottomano. Divenne anche un potente movimento in Grecia poco prima e durante la prima guerra mondiale, quando i greci, ispirati dalla Megali Idea, riuscirono a liberare parti della Grecia nelle guerre balcaniche e dopo la prima guerra mondiale, occuparono brevemente la regione di Smirne prima che fosse ripresa dalla Turchia.
Il nazionalismo greco era anche l'ideologia principale di due regimi dittatoriali in Grecia durante il XX secolo: il regime del 4 agosto (1936-1941) e la giunta militare greca (1967-1974).
Oggi il nazionalismo greco rimane un fattore importante nella disputa greco-turca su Cipro.

## Storia

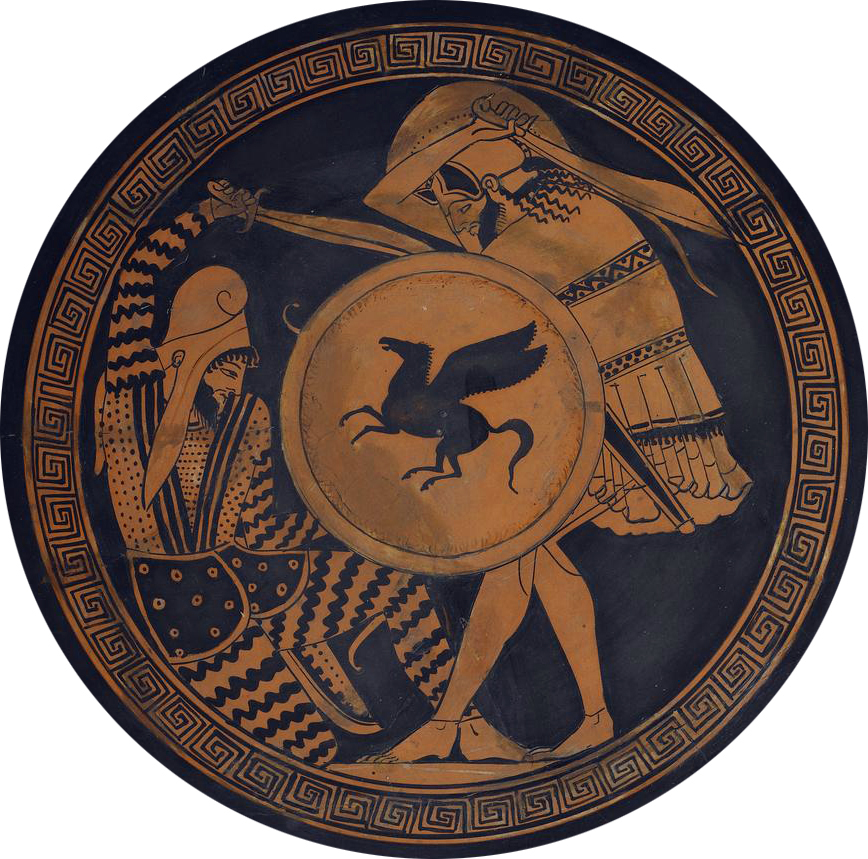
Oplita greco (a destra) e guerriero persiano (a sinistra) raffigurati in combattimenti su un'antica kylix, V secolo a.C.

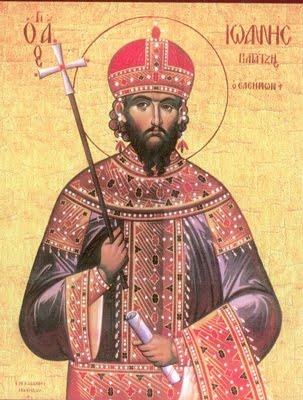
San Giovanni III Ducas Vatatzes il Re Misericordioso, Imperatore di Nicea e "il Padre dei Greci".

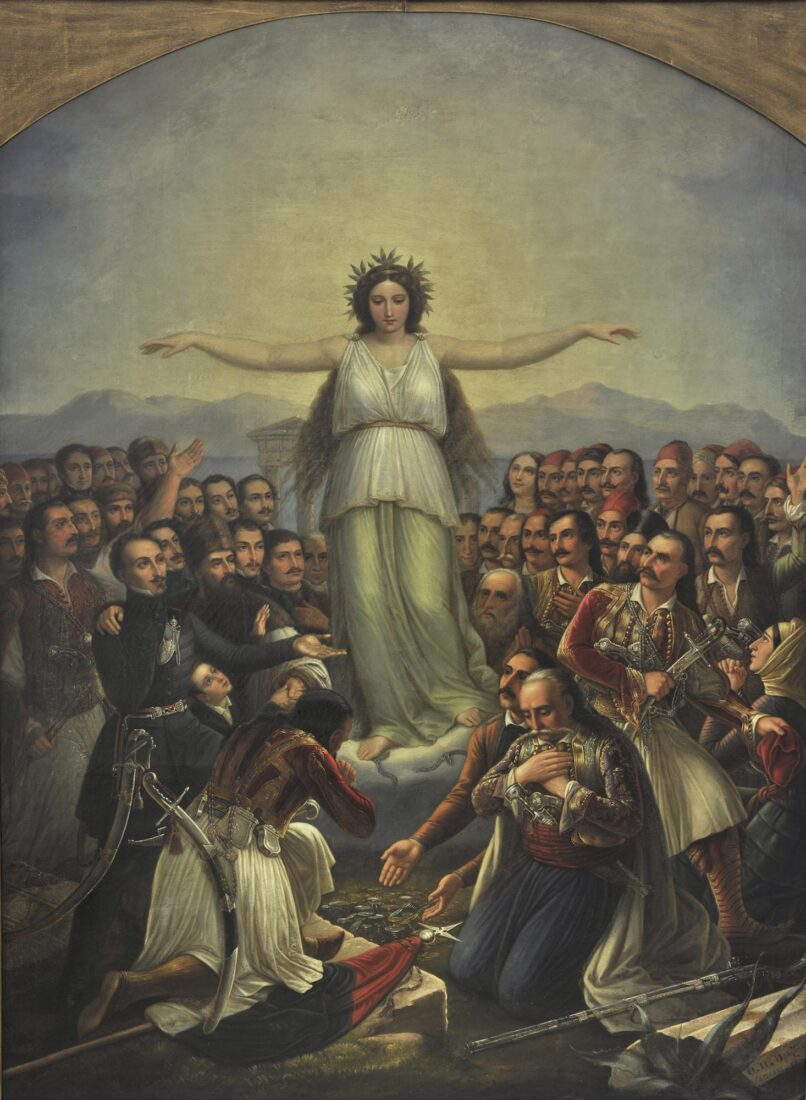
"Grato Hellas" di Theodoros Vryzakis.

L'istituzione di siti panellenici servì come una componente essenziale nella crescita e nell'autocoscienza del nazionalismo greco. Durante le guerre greco-persiane del V secolo a.C., il nazionalismo greco fu formalmente stabilito, sebbene principalmente come ideologia piuttosto che come realtà politica poiché alcuni stati greci erano ancora alleati con l'impero persiano. Aristotele e Ippocrate offrirono un approccio teorico sulla superiorità delle tribù greche.
L'istituzione degli antichi Giochi panellenici è spesso vista come il primo esempio di nazionalismo etnico e di visione di un'eredità e identità comuni.
Durante i tempi dell'Impero bizantino e dopo la presa di Costantinopoli nel 1204 da parte dei latini, l'imperatore Giovanni III Ducas Vatatzes era disposto a usare insieme le parole 'nazione' (genos), 'Hellene' e 'Hellas' nella sua corrispondenza con il Papa. Giovanni riconobbe di essere greco, sebbene portasse il titolo di imperatore dei romani: "i greci sono gli unici eredi e successori di Costantino", scrisse. In modo simile il figlio di Giovanni, Teodoro II, che si interessò all'eredità fisica dell'Antichità, era pronto a riferirsi a tutto il suo regno euro-asiatico come "Hellas" e "dominio ellenico". Le generazioni successive a Giovanni lo considerarono "il padre dei greci".
Quando l'impero bizantino venne governato dalla dinastia dei Paleologi (1261–1453), emerse una nuova era di patriottismo greco, accompagnata da un ritorno all'antica Grecia. Alcune personalità di spicco dell'epoca proposero anche di cambiare il titolo imperiale da "basileus e autocrate dei Romani" a "Imperatore degli Elleni". Questo entusiasmo per il glorioso passato costituì un elemento presente nel movimento che portò alla creazione del moderno stato greco, nel 1830, dopo quattro secoli di dominio ottomano.
I movimenti popolari che chiedevano l'enosis (l'incorporazione di disparati territori popolati da greci in un più grande stato greco) portarono all'adesione di Creta (1912), Isole Ionie (1864) e Dodecaneso (1947). Le richieste di enosis furono anche una caratteristica della politica cipriota durante il dominio britannico a Cipro. Durante i travagliati anni tra le due guerre, alcuni nazionalisti greci consideravano i cristiani ortodossi albanesi, aromuni e bulgari come comunità che potevano essere assimilate alla nazione greca. L'irredentismo greco, la Megali Idea subì una battuta d'arresto nella guerra greco-turca (1919-1922) e nel genocidio greco. Da allora, le relazioni greco-turche sono state caratterizzate dalle tensioni tra i nazionalismi greco e turco, culminate nell'invasione turca di Cipro (1974).

## Partiti politici nazionalisti
I partiti nazionalisti includono:

### Attivi
- Alba Dorata (1985-)
- Unità Greca (1989-)
- Raggruppamento Popolare Ortodosso (2000-)
- Società - Partito politico dei successori di Kapodistrias (2008-)
- Speranza Nazionale (2010-)
- Fronte Popolare Unito (2011-)
- Associazione di Unità Nazionale (2011-)
- Fronte Nazionale (2012-)
- Greci Indipendenti (2012-)
- Unione Patriottica Popolare Greca (2015-)
- Unità Nazionale (2016-)
- Nuova Destra (2016-)
- Soluzione Greca (2016-) ( parlamentare )
- Coscienza Popolare Nazionale (2019-)
- Greci per la Patria (2020-)

### Defunti
- Partito dei Nazionalista (1865-1913) (parlamentare)
- Nuovo Partito (1873-1910) (parlamentare)
- Partito dei Liberali (1910-1961) (parlamentare)
- Partito della Libera Opinione (1922-1936) (parlamentare)
- Unione Nazionale di Grecia (1927-1944)
- Partito Nazionalsocialista greco (1932-1943)
- Organizzazione Patriottica Socialista Ellenica (1941-1942)
- Schieramento Politico Indipendente (1949-1951) (parlamentare)
- Raggruppamento Ellenico (1951-1955) (parlamentare)
- Partito del 4 agosto (1965-1977)
- Unione Democratica Nazionale (1974-1977)
- Schieramento Nazionale (1977-1981)
- Movimento Nazionalista Unito (1979-1991)
- Partito dell'Ellenismo (1981-2004)
- Unione Politica Nazionale (1984-1996)
- Primavera Politica (1993-2004)
- Fronte Ellenico (1994-2005)
- Prima Linea (1999-2000)
- Alleanza Patriottica (2004-2007)

## Galleria d'immagini

Bandiera tradizionale utilizzata dal 1769 alla Guerra d'indipendenza greca.
Bandiera della Filiki Eteria.
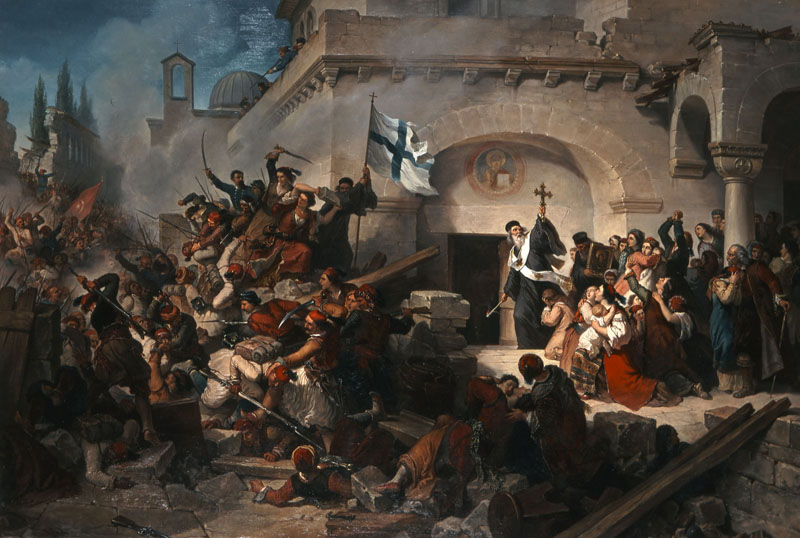
L'"olocausto di Moni Arkádi" di Giuseppe Lorenzo Gatteri; scena della rivolta cretese (1866-1869).
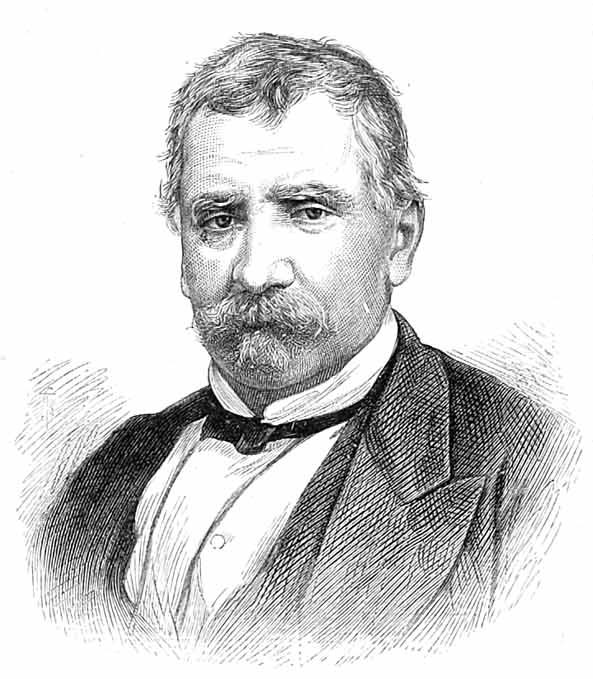
Alexandros Koumoundouros, fondatore del Partito Nazionalista.
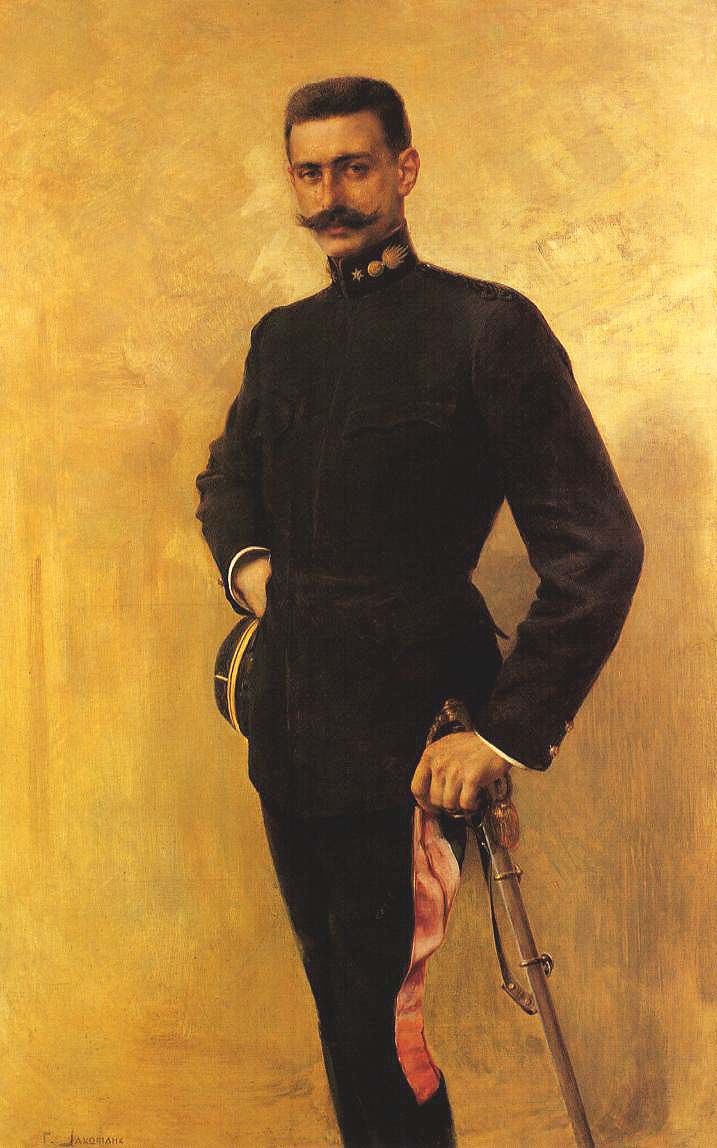
Pavlos Melas venne ucciso durante la Lotta Macedone.
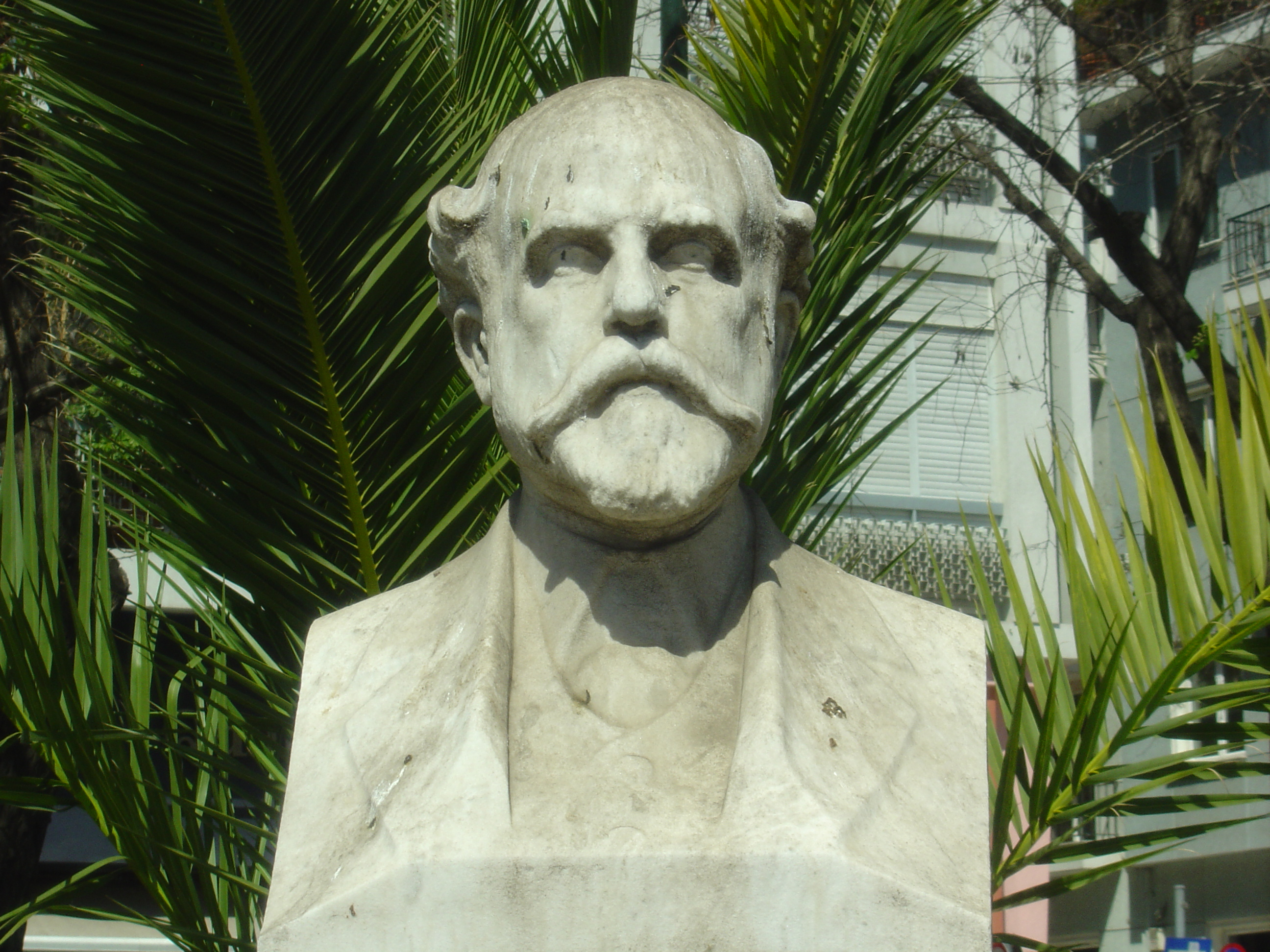
Lorentzos Mavilis fu ucciso durante la prima guerra balcanica.
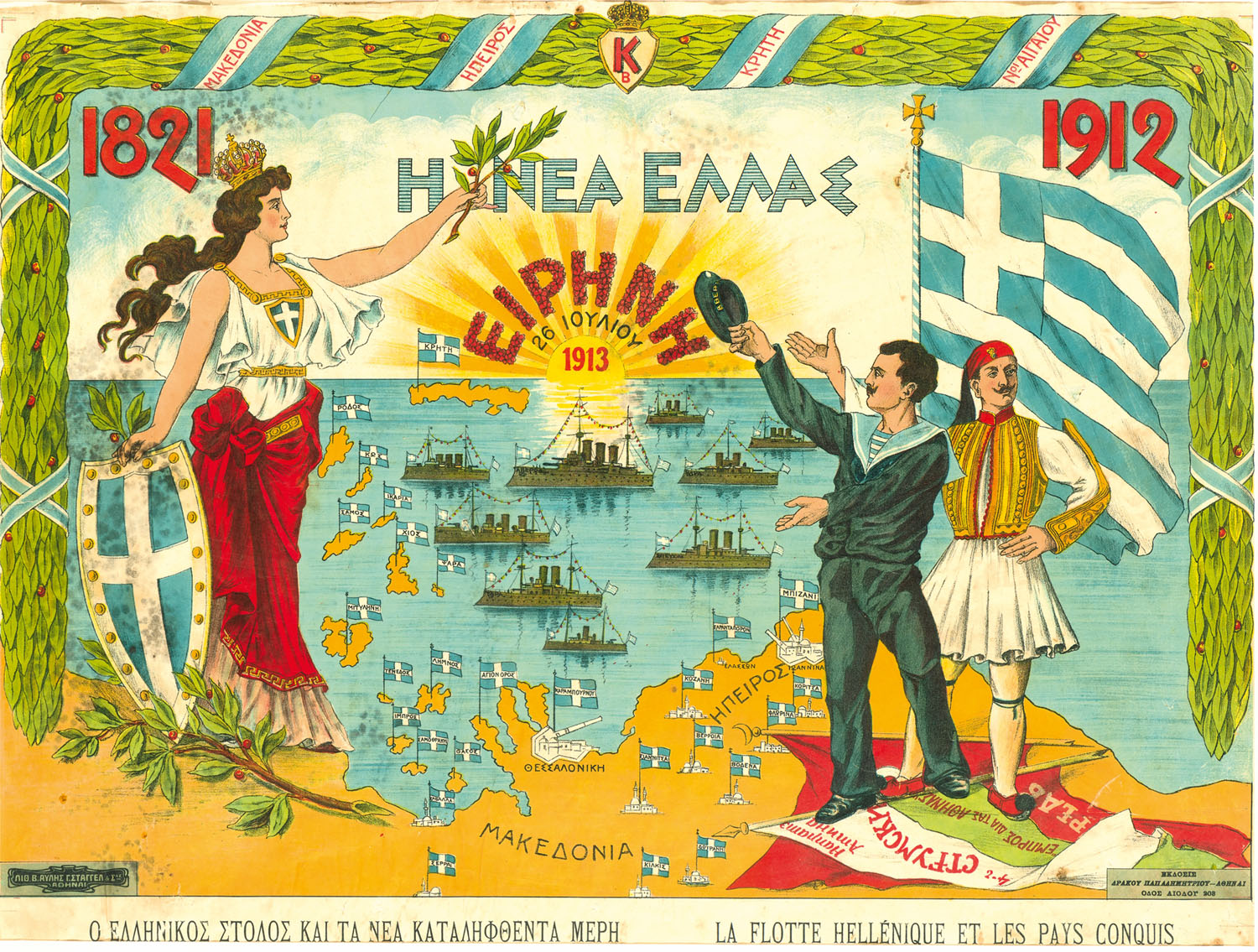
Poster celebrativo della "Nuova Grecia" dopo le guerre balcaniche.
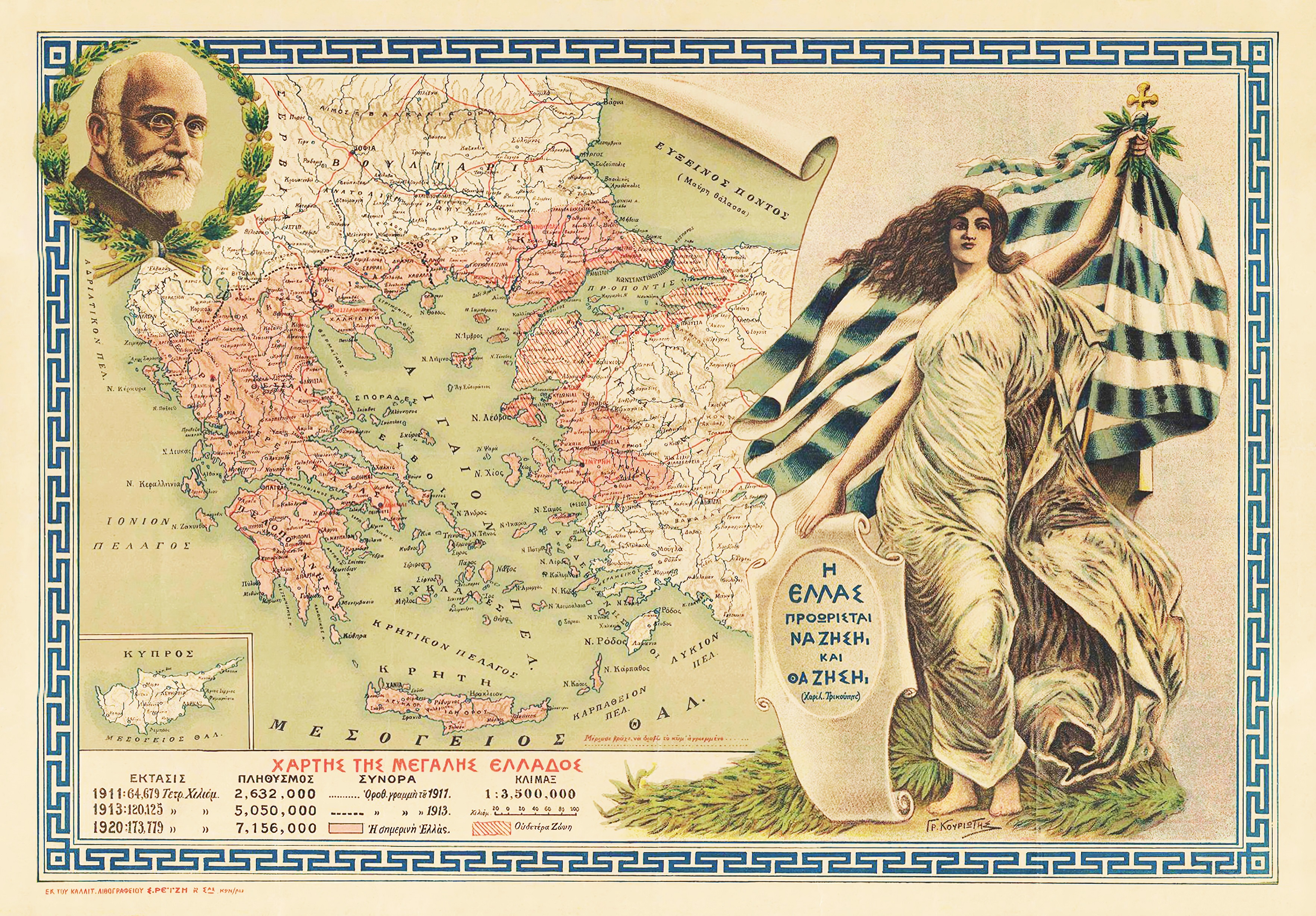
Mappa della "Grande Grecia" dopo il Trattato di Sèvres, con Eleftherios Venizelos, quando la Megali Idea sembrava vicina alla realizzazione.
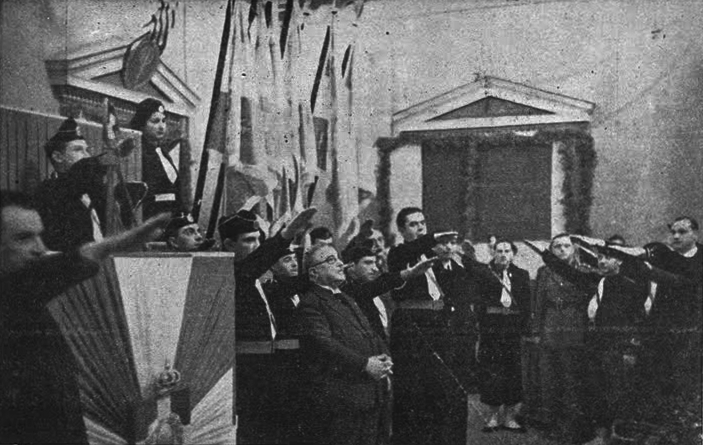
I membri dell'Organizzazione Nazionale della Gioventù (EON) salutano la presenza di Ioannis Metaxas durante il Regime del 4 agosto.